# 土淵川
土淵川（つちぶちがわ）は、青森県弘前市を流れる岩木川の支流。

## 地理
久渡寺山（坂元）付近を水源とし、北上して市街地を通り、撫牛子付近で平川に合流。

## 流域の自治体
- 弘前市

## 土淵川周辺
- 弘南鉄道大鰐線弘高下駅～中央弘前駅。
- 青森県道126号久渡寺新寺町線
- 青森県道260号石川百田線
- 子供の森自転車道
- 弘前市立第一中学校

その他、多くの町・大字に接する（土手町等の弘前市の大字も参照）。しかし、市街地を北に縦断する川だけに、明治以降、北川端町・南川端町などの川沿いの町々が洪水により頻繁に被害に遭っていた過去がある。